# Louhisaari (ö i Norra Karelen, Joensuu, lat 62,69, long 29,06)
Louhisaari är en ö i Finland. Den ligger i sjön Sysmäjärvi och i kommunen Outokumpu i den ekonomiska regionen  Joensuu ekonomiska region  och landskapet Norra Karelen, i den sydöstra delen av landet, 300 km nordost om huvudstaden Helsingfors. Öns största längd är 290 meter i sydväst-nordöstlig riktning.